# Ratusz w Czaplinku
Ratusz w Czaplinku – ratusz wybudowany w 1845 roku, który znajduje się na rynku w Czaplinku. Jest to dwukondygnacyjna budowla z wysokimi piwnicami. Nad wejściem do budynku znajduje się herb miasta. Posiada dach z czerwonej dachówki. Obecnie w ratuszu mieści się siedziba Urzędu Miasta i Gminy w Czaplinku.